# Emirates Hills

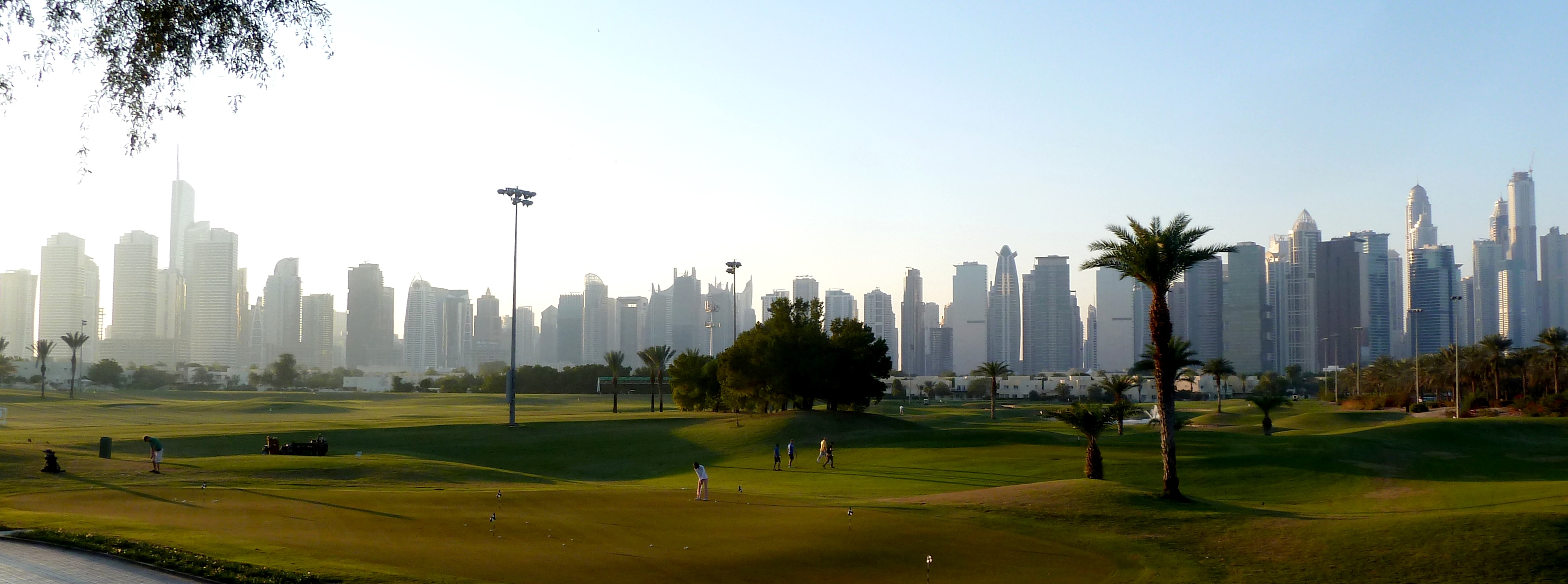
Im Vordergrund Emirates Hills mit Golfplatz und Villen darum herum

Koordinaten: 25° 4′ N, 55° 10′ O
Emirates Hills (arabisch تلال الإمارات, DMG Tilāl al-Imārāt) ist ein neuer Stadtteil von Dubai, Vereinigte Arabische Emirate. Er liegt im Stadtteil Jumeirah südöstlich von Dubai Marina und den Türmen der Jumeirah Lake Towers. Im Westen schließen sich die Villensiedlungen der künstlich angelegten Jumeirah Islands an. Die Anlage wurde in vier Quartiere unterteilt: The Lakes, The Meadows, The Springs und The Greens, in denen jeweils etwa 8.000 Menschen leben. Emirates Hills wurde 2003 zur Bebauung freigegeben.
Auf einer Fläche von 12,3 Quadratkilometern ehemaligen Wüstengebiets wurden für Emirates Hills lange geschwungene Bauflächen, ebenso geschwungene insgesamt 20 größere Wasserflächen und kleinere eingestreute Seen mit hügelig modellierten, offenen Grünflächen und dem zentralen Golfplatz „Montgomerie“ zu einer Wohnanlage gestaltet. Der Projektentwickler und Anbieter, Emaar Properties, hat hier den Gedanken verfolgt, einige Grundstücke nicht, wie in Dubai meist üblich, schematisch zu parzellieren und selbst zu bebauen, sondern es den Käufern zu überlassen, sich Lage, Größe, Zuschnitt und Bebauung ihrer Parzelle frei zu wählen und zu gestalten. In den Randbereichen des Stadtteils ist in üblicher kleinerer Parzellierung mit kompakter Bebauung vorgegangen worden. Ein typisches frei bebaubares Grundstück dagegen misst ca. 100 × 40 m. 
Der Name der Urbanisation wurde bewusst mit Bezug auf das Millionärsviertel Beverly Hills in Los Angeles gewählt. 
Emirates Hills gilt als eine der besten Adressen in Dubai. Die frei bebaubare ca. 2 Quadratkilometer große Fläche mit Seeufer haben viele wohlhabende Käufer gelockt. Unter den hier wohnenden Prominenten findet man z. B. auch die Familie der ermordeten pakistanischen Politikerin Benazir Bhutto.